# Altos de Jecopaco
Altos de Jecopaco es un ejido del municipio de Cajeme ubicado en el sur del estado mexicano de Sonora, en la zona del valle del Yaqui. Según los datos del Censo de Población y Vivienda realizado en 2020 por el Instituto Nacional de Estadística y Geografía (INEGI), Altos de Jecopaco tiene un total de 929 habitantes.

## Geografía
Altos de Jecopaco se sitúa en las coordenadas geográficas 27°10′13″ de latitud norte y 109"44'02" de longitud oeste del meridiano de Greenwich, a una elevación de 22 metros sobre el nivel del mar.

## Política
Altos de Jecopaco es una de las delegaciones de las que está a cargo la comisaría de Marte R. Gómez y Tobarito. Por lo que el comisariado y el gobierno municipal de Cajeme designan a un delegado a cargo de la localidad para un periodo de 3 años generalmente.

## Personajes destacados
- Miguel Duarte López: líder y militante de Las Fuerzas Armadas de la Nueva Revolución (FANR).